# Váleajepi
Váleajepi románul: Poienița, település Romániában, Erdélyben, Hunyad megyében.

## Fekvése
Zalatnától nyugatra fekvő település.

## Története
Váleajepi nevét 1805-ben említette először oklevél Valye Iepi néven.
1808-ban Vallya Jepi ~ Valjajepi, 1861-ben Válya-Jepi, 1888-ban Valea-Jépi, 1913-ban Váleajepi néven írták.
A trianoni békeszerződés előtt Hunyad vármegye Algyógyi járásához tartozott.

## Galéria

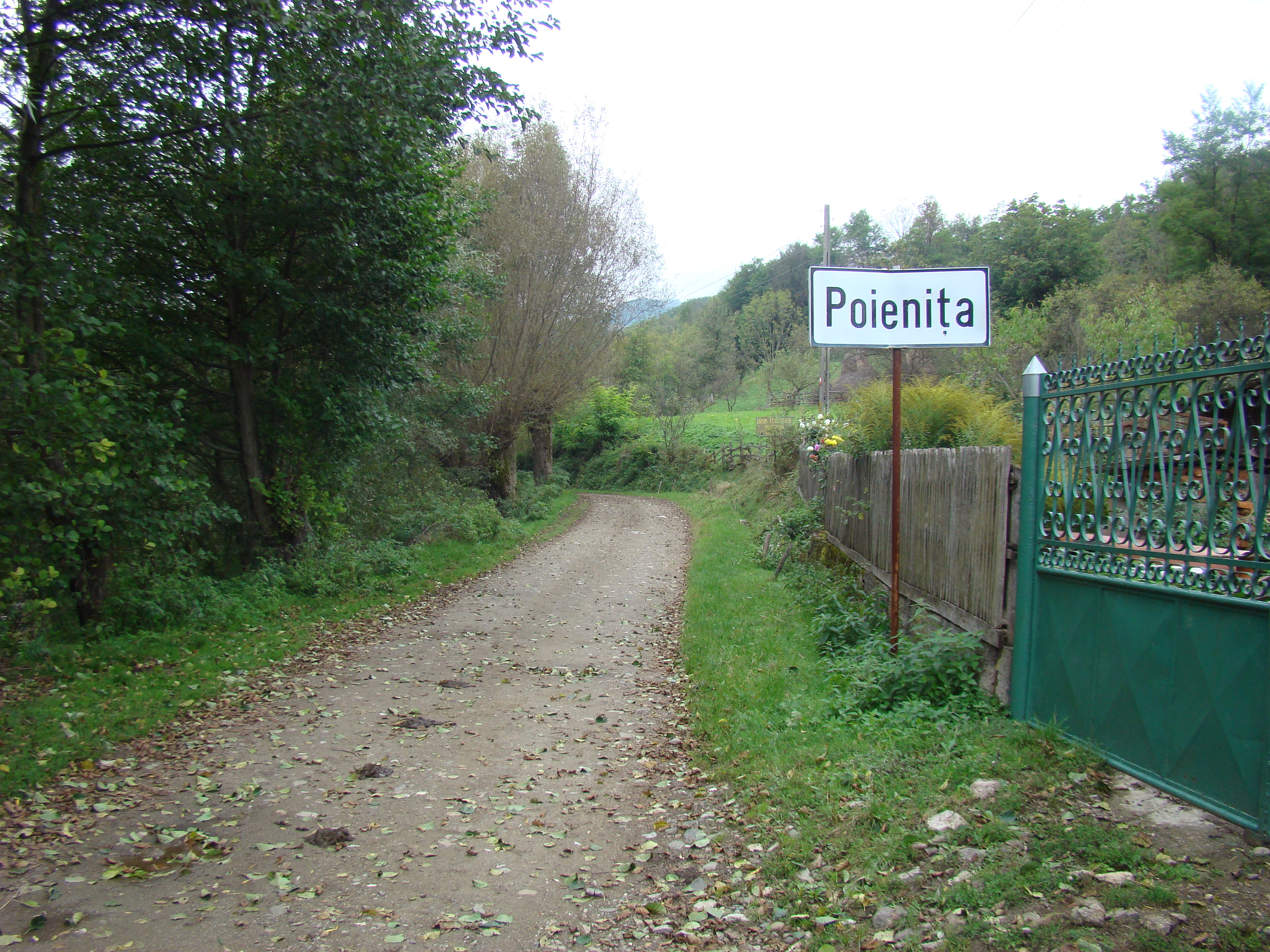
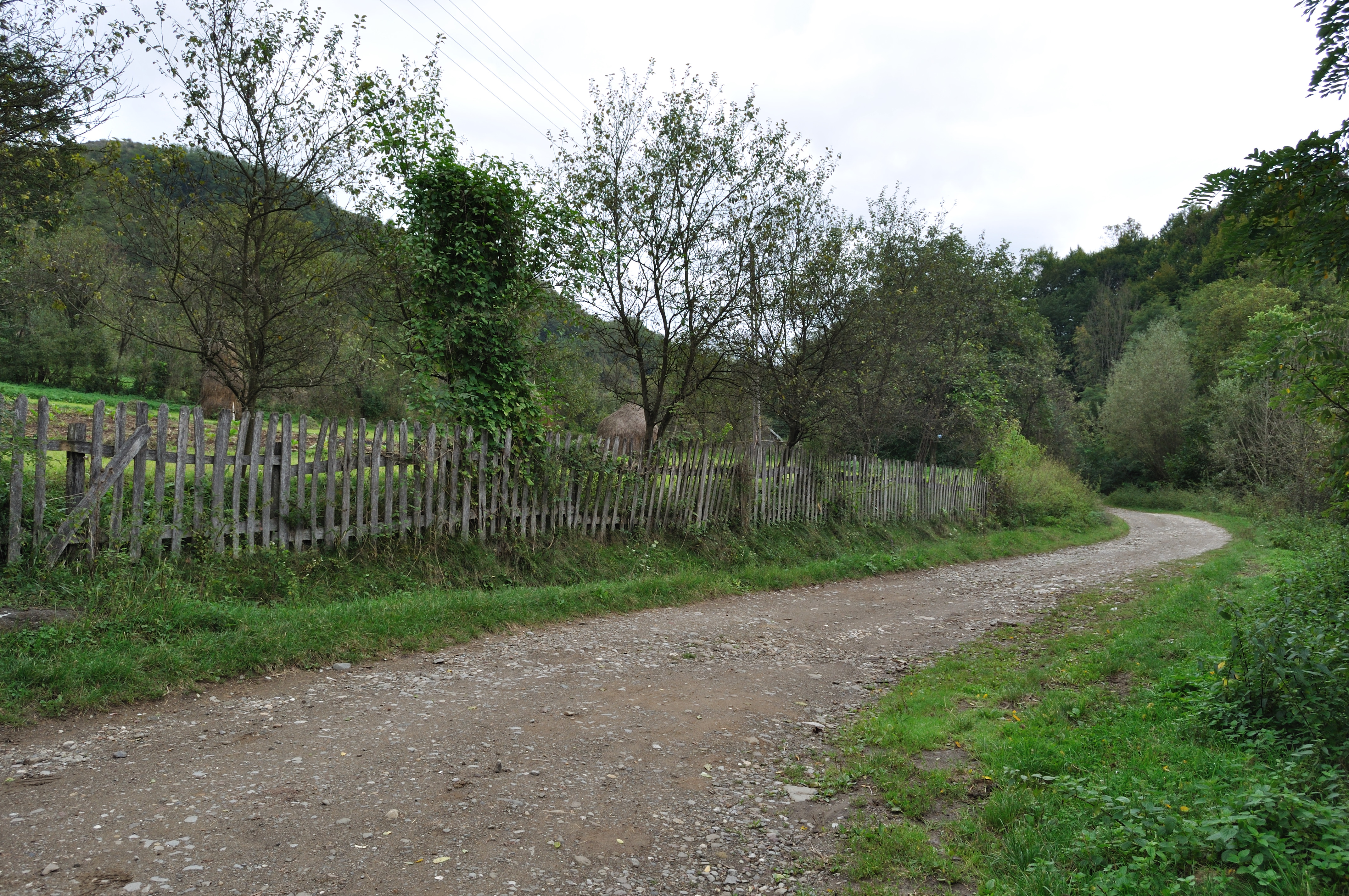